# Камышловка (Костанайская область)
Камышловка (каз. Камышлов) — упразднённое село в Узункольском районе Костанайской области Казахстана. В 2014 году было включено в состав села Красный Борок. Входило в состав Петропавловского сельского округа. Код КАТО — 396649300.

## География
К западу от села расположено озеро Пяжно, к югу — Большое Маркино, в 2,5 км к юго-западу — Маркино.

## Население
В 1999 году население села составляло 161 человек (81 мужчина и 80 женщин). По данным переписи 2009 года в селе проживало 78 человек (34 мужчины и 44 женщины).